# FIFA 20
FIFA 20 est un jeu vidéo de football développé par EA Canada et EA Roumanie et édité par EA Sports. La date de sortie du jeu, annoncée à l'E3 2019, est prévue le 27 septembre 2019 sur  PC, PlayStation 4, Xbox One et Nintendo Switch. Le jeu sera également disponible le 19 septembre pendant 10 heures pour les joueurs bénéficiant de L'EA Access ou de l'Origin Access. Une démo du jeu est disponible depuis le 10 septembre. Trois versions différentes de cet opus sont disponibles en précommande : l'édition Standard, l'édition Champions et l'édition Ultimate. Il s'agit du vingt-septième opus de la franchise FIFA développé par EA Sports.
Il s'agit du quatrième opus de la série FIFA utilisant le moteur de jeu Frostbite après FIFA 17, FIFA 18 et FIFA 19.
Pour la jaquette du jeu, trois joueurs différents sont à l’honneur, un pour chaque édition : Eden Hazard pour l'édition standard, Virgil van Dijk pour l'édition Champions et Zinédine Zidane pour l'édition Ultimate.

## Système de jeu

### Généralités
Alors que PS4, PC et Xbox One possèdent toutes les nouvelles fonctionnalités, la version pour Switch est plutôt une mise à jour du jeu FIFA 19 avec les nouveaux maillots et effectifs. Le mode Volta n'est donc pas disponible sur cette plateforme,.

#### Ultimate Team
Quinze nouvelles icônes sont ajoutées au mode de jeu pour la première fois:  Carlos Alberto, John Barnes, Kenny Dalglish, Didier Drogba, Michael Essien, Garrincha, Pep Guardiola, Kaká, Ronald Koeman, Andrea Pirlo, Ian Rush, Hugo Sánchez, Ian Wright, Gianluca Zambrotta et Zinedine Zidane.

#### Volta
Après avoir annoncé la fin du mode The Journey, FIFA 20 propose un nouveau mode histoire appelé Volta, signifiant retour en portugais. Le joueur peut ainsi créer son avatar et personnaliser ses vêtements, ou choisir parmi les personnages déjà créés pour l’occasion. La narration est présentée via des scènes cinématiques, similaire au mode The Journey d'Alex Hunter. Toutefois, le mode Volta se veut plus libre dans sa structure, avec la possibilité de gérer son équipe, ainsi que des variations dans les types de matchs proposés, en 3 contre 3, 4 contre 4, ou 5 contre 5, et avec un gardien ou pas.
Le joueur peut, au fil des matchs, engranger de l’argent, appelés des Volta Point, afin de choisir de nouveaux équipements. Les joueurs peuvent aussi développer leur expérience et s'améliorer. En plus de la progression narrative, le joueur peut participer à des tournois en ligne et se mesurer à d'autres joueurs du monde entier.
Les jeux de la série FIFA Street n'ont pas été pris comme base pour le mode Volta. Le gameplay est directement celui de FIFA, les développeurs ayant préféré utiliser les améliorations apportés par leur moteur au fil des années. La seule véritable différence tient en la possibilité d’activer un mode Ecstasy Tricks qui permet d’accéder à tous les gestes techniques avec beaucoup plus de facilité. Aaron McHardy, producteur exécutif pour FIFA 20, explique cette initiative en disant que « cette année, nous allons apporter une toute nouvelle expérience avec Volta Football dans le jeu, qui pourra refléter nombre de carrières de footballeurs qui ont débuté dans les rues ».

#### Nouveautés
Ce nouvel opus est doté d'adversaires avec une intelligence artificielle (IA) améliorée et d'une conduite de balle plus réaliste.

### Conséquence licences
À la suite du partenariat exclusif signé par la Juventus Turin avec le rival d'EA Sports, Konami, le club turinois est absent de FIFA 20. Avec ce changement, le club a un nouveau nom (Piemonte Calcio), un nouveau logo, un nouveau maillot et un autre stade, mais conserve bien les joueurs avec leurs vrais noms.

## Bande-son
Deux bandes sons différentes sont présentes sur FIFA 20 en fonction du mode de jeu : Volta ou classique.

## Controverses
- "L'affaire EA": Deux avocats déposent plainte contre X auprès du procureur de la république de Bobigny et de Créteil pour mettre en lumière les risques liés au jeu de simulation FIFA 20 estimant notamment que le jeu de football s'apparente à un jeu de hasard[12],[13].

- Début 2020, le joueur pro FIFA Kurt0411 est banni de tous les jeux EA Sport pour avoir ouvertement critiqué le jeu FIFA 20[14] puis harcelé et insulté plusieurs employés de EA. Un hashtag #freekurt a été lancé sur les réseaux sociaux pour dénoncer ce bannissement.